# Wimbledon Championships 1997
Die 111. Wimbledon Championships fanden vom 23. Juni bis zum 6. Juli in London statt. Ausrichter war der All England Lawn Tennis and Croquet Club.

## Herreneinzel

### Setzliste
| Nr. | Spieler            | Erreichte Runde |
| --- | ------------------ | --------------- |
| 01. | Pete Sampras       | Sieg            |
| 02. | Goran Ivanišević   | 2. Runde        |
| 03. | Jewgeni Kafelnikow | Achtelfinale    |
| 04. | Richard Krajicek   | Achtelfinale    |
| 05. | Michael Chang      | 1. Runde        |
| 06. | Thomas Muster      | Rückzug         |
| 07. | Mark Philippoussis | 1. Runde        |
| 08. | Boris Becker       | Viertelfinale   |
| 09. | Marcelo Ríos       | Achtelfinale    |

| Nr. | Spieler          | Erreichte Runde |
| --- | ---------------- | --------------- |
| 10. | Carlos Moyá      | 2. Runde        |
| 11. | Gustavo Kuerten  | 1. Runde        |
| 12. | Patrick Rafter   | Achtelfinale    |
| 13. | Andrij Medwedjew | 3. Runde        |
| 14. | Tim Henman       | Viertelfinale   |
| 15. | Wayne Ferreira   | 3. Runde        |
| 16. | Petr Korda       | Achtelfinale    |
| 17. | Jonas Björkman   | 1. Runde        |

## Dameneinzel

### Setzliste
| Nr. | Spielerin               | Erreichte Runde |
| --- | ----------------------- | --------------- |
| 01. | Martina Hingis          | Sieg            |
| 02. | Monica Seles            | 3. Runde        |
| 03. | Jana Novotná            | Finale          |
| 04. | Iva Majoli              | Viertelfinale   |
| 05. | Lindsay Davenport       | 2. Runde        |
| 06. | Amanda Coetzer          | 2. Runde        |
| 07. | Anke Huber              | 3. Runde        |
| 08. | Arantxa Sánchez Vicario | Halbfinale      |

| Nr. | Spielerin               | Erreichte Runde |
| --- | ----------------------- | --------------- |
| 09. | Mary Pierce             | Achtelfinale    |
| 10. | Conchita Martínez       | 3. Runde        |
| 11. | Mary Joe Fernández      | Achtelfinale    |
| 12. | Irina Spîrlea           | Achtelfinale    |
| 13. | Kimberly Po             | 1. Runde        |
| 14. | Brenda Schultz-McCarthy | 3. Runde        |
| 15. | Ruxandra Dragomir       | 1. Runde        |
| 16. | Barbara Paulus          | 2. Runde        |

## Herrendoppel

### Setzliste
| Nr. | Paarung                           | Erreichte Runde |
| --- | --------------------------------- | --------------- |
| 01. | Mark Woodforde Todd Woodbridge    | Sieg            |
| 02. | Jacco Eltingh Paul Haarhuis       | Finale          |
| 03. | Jewgeni Kafelnikow Daniel Vacek   | 1. Runde        |
| 04. | Mark Knowles Daniel Nestor        | Achtelfinale    |
| 05. | Sébastien Lareau Alex O’Brien     | 1. Runde        |
| 06. | Ellis Ferreira Patrick Galbraith  | Achtelfinale    |
| 07. | Mark Philippoussis Patrick Rafter | Viertelfinale   |
| 08. | Rick Leach Jonathan Stark         | Achtelfinale    |

| Nr. | Paarung                          | Erreichte Runde |
| --- | -------------------------------- | --------------- |
| 09. | Jonas Björkman Nicklas Kulti     | Viertelfinale   |
| 10. | Cyril Suk Sandon Stolle          | Achtelfinale    |
| 11. | Neil Broad Piet Norval           | Viertelfinale   |
| 12. | Donald Johnson Francisco Montana | Viertelfinale   |
| 13. | Martin Damm Pavel Vízner         | Halbfinale      |
| 14. | Libor Pimek Byron Talbot         | 1. Runde        |
| 15. | Grant Connell Scott Davis        | 2. Runde        |
| 16. | Joshua Eagle Andrew Florent      | 1. Runde        |

## Damendoppel

### Setzliste
| Nr. | Paarung                                | Erreichte Runde |
| --- | -------------------------------------- | --------------- |
| 01. | Gigi Fernández Natallja Swerawa        | Sieg            |
| 02. | Martina Hingis Arantxa Sánchez Vicario | Viertelfinale   |
| 03. | Lindsay Davenport Jana Novotná         | Viertelfinale   |
| 04. | Larisa Neiland Helena Suková           | Halbfinale      |
| 05. | Mary Joe Fernández Lisa Raymond        | Viertelfinale   |
| 06. | Nicole Arendt Manon Bollegraf          | Finale          |
| 07. | Conchita Martínez Patricia Tarabini    | 1. Runde        |
| 08. | Yayuk Basuki Caroline Vis              | Achtelfinale    |

| Nr. | Paarung                              | Erreichte Runde |
| --- | ------------------------------------ | --------------- |
| 09. | Katrina Adams Lori McNeil            | Achtelfinale    |
| 10. | Nathalie Tauziat Linda Wild          | Achtelfinale    |
| 11. | Naoko Kijimuta Nana Miyagi           | Achtelfinale    |
| 12. | Sabine Appelmans Miriam Oremans      | Halbfinale      |
| 13. | Alexandra Fusai Rita Grande          | Achtelfinale    |
| 14. | Amy Frazier Kimberly Po              | Achtelfinale    |
| 15. | Chanda Rubin Brenda Schultz-McCarthy | Achtelfinale    |
| 16. | Kristie Boogert Irina Spîrlea        | 2. Runde        |

## Mixed

### Setzliste
| Nr. | Paarung                          | Erreichte Runde |
| --- | -------------------------------- | --------------- |
| 01. | Lindsay Davenport Grant Connell  | Halbfinale      |
| 02. | Lisa Raymond Patrick Galbraith   | 2. Runde        |
| 03. | Larisa Neiland Andrei Olchowski  | Finale          |
| 04. | Helena Suková Cyril Suk          | Sieg            |
| 05. | Manon Bollegraf Rick Leach       | Viertelfinale   |
| 06. | Mary Joe Fernández Sandon Stolle | 2. Runde        |
| 07. | Alexandra Fusai David Adams      | Achtelfinale    |
| 08. | Anna Kurnikowa Mark Knowles      | 2. Runde        |

| Nr. | Paarung                      | Erreichte Runde |
| --- | ---------------------------- | --------------- |
| 09. | Caroline Vis Joshua Eagle    | 1. Runde        |
| 10. | Linda Wild Donald Johnson    | 2. Runde        |
| 11. | Sabine Appelmans Libor Pimek | 1. Runde        |
| 12. | Debbie Graham Jim Grabb      | 1. Runde        |
| 13. | Katrina Adams Luke Jensen    | 2. Runde        |
| 14. | Mercedes Paz Pablo Albano    | 2. Runde        |
| 15. | Rika Hiraki Mahesh Bhupathi  | Achtelfinale    |
| 16. | Corina Morariu Alex O’Brien  | 2. Runde        |